# Prunus mexicana
Prunus mexicana är en rosväxtart som beskrevs av S. Wats.. Prunus mexicana ingår i släktet prunusar, och familjen rosväxter. Utöver nominatformen finns också underarten P. m. reticulata.